# Никто не хотел умирать
«Никто не хотел умирать» (лит. Niekas nenorėjo mirti) — художественный кинофильм режиссёра Витаутаса Жалакявичюса, снятый в 1965 году на Литовской киностудии.
Фильм впервые на общесоюзном уровне затронул тему «лесных братьев», удостоился положительных критических отзывов и принёс широкую известность режиссёру.

## Сюжет
Действие происходит в 1947 году в период установления советской власти в Литве, в деревне. Убит Локис, председатель сельского совета, — пятый за этот год. Убит он соратниками Домового, которые являются противниками Советской власти. Сыновья Локиса клянутся отомстить. А на место Локиса насильно посажен Вайткус, бывший «лесной брат». В финале «лесные братья» штурмуют деревню, но братья Локисы дают достойный отпор и уничтожают их.

## В ролях
- Казимирас Виткус — отец Локис[2]
- Регимантас Адомайтис — сын Донатас (дублирует Эммануил Шварцберг)
- Юозас Будрайтис — сын Йонас (дублирует Юрий Соловьёв)
- Альгимантас Масюлис — сын Миколас (дублирует Игорь Ефимов)
- Бруно Оя — сын Бронюс (дублирует Адольф Шестаков)
- Эугения Шулгайте — Локене, мать братьев Локисов (дублирует Евгения Лосакевич)
- Донатас Банионис — Вайткус (дублирует Александр Демьяненко)
- Вия Артмане — О́на (дублирует Вера Липсток)
- Дангуоле Баукайте — Алдона (дублирует Галина Теплинская)
- Антанас Шурна — секретарь (дублирует Лев Жуков)
- Бронюс Бабкаускас — Марцинкус (дублирует Николай Гаврилов)
- Лаймонас Норейка — «святой» Юозапас / «Домовой»[3] (дублирует Ефим Копелян)
- Витаутас Томкус — «Филин» (дублирует Григорий Гай)
- Антанас Барчас — «Борода»
- Генрикас Ремейка — Пранас, милиционер
- Альгирдас Врубляускас[лит.] — Юрис Поцюс, бывший солдат, коммунист
- Она Залишаускайте — жена Поцюса
- Регина Зданавичюте — жена Марцинкуса
- Ляонас Змирскас — житель деревни
- Вацловас Бледис — житель деревни

## Награды
- 1966 — главный приз Всесоюзного кинофестиваля в Киеве.
- 1966 — премия Ленинского комсомола
- 1967 — Государственная премия СССР. Награждены автор сценария и режиссёр Витаутас Жалакявичюс, оператор Йонас Грицюс и актёры Донатас Банионис и Бруно Оя.
- 1967 — по результатам опроса читателей журнала «Советский экран» признан лучшим советским фильмом 1966 года.